# Heterocyklické sloučeniny
Heterocyklické sloučeniny jsou organické cyklické látky, které mimo atomů uhlíku mají v cyklu
i jiné atomy (nazývané heteroatomy). Podle druhu heteroatomu lze tyto sloučeniny rozdělit na kyslíkaté,
dusíkaté, sirné atd. Podle počtu heteroatomů se rozdělují na jednosytné, dvojsytné a vícesytné. Stejně jako cyklické uhlovodíky, jsou i heterocykly nejčastěji pětičlenné a šestičlenné. Spojením heterocyklu s aromatickým jádrem vzniká například chinolin a spojení dvou heterocyklů dává vzniku kondenzovaným heterocyklům, jako je například purin. Jsou známy i aromatické heterocyklické sloučeniny. Heterocyklické sloučeniny se často vyskytují v přírodních látkách a některé jsou nezbytné pro život.
Struktura vybraných heterocyklických sloučenin (pyridin, purin a furan)

## Rozdělení

### Tříčlenné heterocykly s jedním heteroatomem
- aziridin
- azirin
- oxiran

### Tříčlenné heterocykly s dvěma heteroatomy
- diaziridin
- dioxiran
- oxaziridin

### Čtyřčlenné heterocykly s jedním heteroatomem
- azet
- azetidin
- oxetan
- thietan

### Čtyřčlenné heterocykly s dvěma heteroatomy
- 1,2-dioxetan
- 1,3-dioxetan

### Pětičlenné heterocykly s jedním heteroatomem
- furan
- thiofen – z pětičlenných má nejvýraznější aromatický charakter
- thiolan
- pyrrol
- pyrrolidin
- fosfol

### Pětičlenné heterocykly se dvěma heteroatomy
- pyrazol
- imidazol
- thiazol
- isothiazol
- oxazol
- isoxazol

### Šestičlenné heterocykly s jedním heteroatomem
- pyridin
- 2H-pyran
- 4H-pyran

### Šestičlenné heterocykly se dvěma heteroatomy
- pyrazin
- pyrimidin
- pyridazin

### Sedmičlenné heterocykly s jedním heteroatomem
- azepan
- azepin
- oxepan
- oxepin

### Sedmičlenné heterocykly se dvěma heteroatomy
- diazepin

### Kondenzované heterocykly s jedním heterocyklem
- benzodiazepin – složen z diazepinu a benzenu

### Kondenzované heterocykly se dvěma heterocykly
- purin – složen z pyrimidinu a imidazolu.

## Názvosloví

### Číslování
- Při číslování má heteroatom většinou číslo 1. Výjimky jsou například isochinon, akridin, karbazol, kde se čísluje podle matečného uhlovodíku.
- Při větším počtu stejných heteroatomů se čísluje tak, aby heteroatomy měly nejnižší součet čísel.
- Při více různých heteroatomech rozhoduje skupina (vyšší skupina má přednost), případně protonové číslo (nižší má přednost).
Například: O > S > N > P > Si

### Triviální názvy
Triviální názvy se nejvíce používají pro pěti- a šestičlenné heterocykly a jejich deriváty.

### Záměnný systém
Záměnný systém vychází z domněnky, že heterocyklus vzniká náhradou atomu C za heteroatom, což se vyjádří předponou.
| Heteroatom | Předpona |
| ---------- | -------- |
| kyslík     | ox(a)-   |
| síra       | thi(a)-  |
| dusík      | az(a)-   |
| fosfor     | fosf(a)- |
| křemík     | sil(a)-  |

### Hantzschův-Widmanův systém
Pomocí Hantzschova-Widmanova systému lze tvořit názvy tří- až desetičlenných heterocyklů pomocí předpon heteroatomů a kmene vyjadřujícího počet členů a nasycení cyklu.
| Počet členů | Heterocyklus neobsahuje dusík | Heterocyklus neobsahuje dusík | Heterocyklus obsahuje dusík | Heterocyklus obsahuje dusík |
| Počet členů | nenasycený                    | nasycený                      | nenasycený                  | nasycený                    |
| ----------- | ----------------------------- | ----------------------------- | --------------------------- | --------------------------- |
| 3           | -iren                         | -iran                         | -irin                       | -iridin                     |
| 4           | -et                           | -etan                         | -et                         | -etidin                     |
| 5           | -ol                           | -olan                         | -ol                         | -olidin                     |
| 6           | -in                           | -an                           | -in                         | perhydro- -in               |
| 7           | -epin                         | -epan                         | -epin                       | perhydro- -epin             |
| 8           | -ocin                         | -okan                         | -ocin                       | perhydro- -ocin             |
| 9           | -onin                         | -onan                         | -onin                       | perhydro- -onin             |
| 10          | -ecin                         | -ekan                         | -ecin                       | perhydro- -ecin             |

## Příklady
| furan oxacyklo- penta-2,4-dien oxol                  | thiofen thiacyklo- penta-2,4-dien thiol            | pyrrol azacyklo- penta-2,4-dien azol                     | pyrazol 1,2-diazacyklo- penta-2,4-dien 1,2-diazol     | imidazol 1,3-diazacyklo- penta-2,4-dien 1,3-diazol |
| pyridin azabenzen azin                               | indol                                              | indol                                                    | karbazol                                              | karbazol                                           |
| pyridazin 1,2-diazabenzen 1,2-diazin                 | pyrimidin 1,3-diazabenzen 1,3-diazin               | pyrazin 1,4-diazabenzen 1,4-diazin                       | akridin 10-azantracen                                 | akridin 10-azantracen                              |
| chinolin 1-azanaftalen                               | chinolin 1-azanaftalen                             | isochinolin 2-azanaftalen                                | isochinolin 2-azanaftalen                             | perhydroazepin azacykloheptan                      |
| oxiran oxacyklopropan                                | aziridin azacyklopropan                            | thiiran thiacyklopropan                                  | azetidin azacyklobutan                                | 1,4-dioxan 1,4-dioxacyklo- hexan                   |
| isoxazol 1-oxa-2-azacyklo- penta-2,4-dien 1,2-oxazol | oxazol 1-oxa-3-azacyklo- penta-2,4-dien 1,3-oxazol | isothiazol 1-thia-2-azacyklo- penta-2,4-dien 1,2-thiazol | thiazol 1-thia-3-azacyklo- penta-2,4-dien 1,3-thiazol | morfolin 1-oxa-4-azacyklo- hexan 1,4-oxazin        |